# Cárpatos (unidade regional)
Cárpatos (em grego: Καρπάθου) é uma unidade regional da Grécia, localizada na região do Egeu Meridional. É formada pelas ilhas de Cárpatos, Kasos, Saria e diversas outras ilhas menores no Mar Egeu.

## Administração
Foi criada a partir da reforma governamental instituída pelo Plano Calícrates de 2011, através da divisão de parte da extinta Prefeitura do Dodecaneso. É subdividida em 2 municípios; são eles (numerados conforme o mapa):
- Cárpatos (1)
- Kasos (2)